# Мурашниця болівійська
Мурашниця болівійська (Hylopezus auricularis) — вид горобцеподібних птахів родини Grallariidae.

## Поширення
Ендемік Болівії. Відомий з невеликої території в околицях міста Ріберальта в нижньому водостоку річки Бені на півночі країни. Його природне середовище проживання — субтропічні або тропічні вологі низовинні ліси на висоті від 150 до 200 метрів над рівнем моря.

## Опис
Його довжина становить 14 см. Має сіру корону, чорнувату маску, білу брову, біле горло облямоване великими чорними смугами. Верхня частина оперення світло-оливково-коричнева, з блідими криючими частинами хвоста. Махове пір'я темне з оливковими краями, а криючі крил помаранчево-бронзові. Грудка білувато-кремова з чорними прожилками; черевце біле з яйцеподібними коричневими прожилками з боків.